# زدیتین (ناحیه پروستییوف)
زدیتین (به چکی: Zdětín) یک منطقهٔ مسکونی در جمهوری چک است که در ناحیه پروستییوو واقع شده‌است. زدیتین ۵٫۳۳ کیلومتر مربع مساحت و ۳۱۲ نفر جمعیت دارد و ۳۴۱ متر بالاتر از سطح دریا واقع شده‌است.